# Pływanie na Igrzyskach Wspólnoty Narodów 2022
Pływanie na Igrzyskach Wspólnoty Narodów 2022 odbywało się w dniach 29 lipca – 3 sierpnia 2022 roku w Sandwell Aquatics Centre w Smethwick położonym w pobliżu gospodarza zawodów, Birmingham. Czterystu pięćdziesięciu trzech zawodników obojga płci rywalizowało w pięćdziesięciu dwóch konkurencjach, zarówno indywidualnych, jak i zespołowych.

## Podsumowanie

### Klasyfikacja medalowa
| Klasyfikacja medalowa | Klasyfikacja medalowa | Klasyfikacja medalowa | Klasyfikacja medalowa | Klasyfikacja medalowa | Klasyfikacja medalowa |
| Miejsce               | państwo               | Złoto                 | Srebro                | Brąz                  | Razem                 |
| --------------------- | --------------------- | --------------------- | --------------------- | --------------------- | --------------------- |
| 1                     | Australia             | 25                    | 21                    | 19                    | 65                    |
| 2                     | Anglia                | 8                     | 16                    | 8                     | 32                    |
| 3                     | Kanada                | 7                     | 7                     | 6                     | 20                    |
| 4                     | Nowa Zelandia         | 5                     | 2                     | 2                     | 9                     |
| 5                     | Południowa Afryka     | 4                     | 4                     | 3                     | 11                    |
| 6                     | Szkocja               | 2                     | 1                     | 9                     | 12                    |
| 7                     | Irlandia Północna     | 1                     | 1                     | 1                     | 3                     |
| 8                     | Singapur              | 0                     | 2                     | 0                     | 2                     |
| 9                     | Walia                 | 0                     | 0                     | 2                     | 2                     |

### Medaliści
| Konkurencja                      | 1. miejsce | 1. miejsce | 2. miejsce | 2. miejsce | 3. miejsce | 3. miejsce |
| Mężczyźni                        | Mężczyźni | Mężczyźni  | Mężczyźni | Mężczyźni  | Mężczyźni | Mężczyźni  |
| -------------------------------- | --- | ---------- | --- | ---------- | --- | ---------- |
| 50 metrów stylem dowolnym        | Benjamin Proud | 21,36      | Lewis Burras | 21,88      | Joshua Liendo | 22,02      |
| 100 metrów stylem dowolnym       | Kyle Chalmers | 47,51      | Tom Dean | 47,89      | Duncan Scott | 48,27      |
| 200 metrów stylem dowolnym       | Duncan Scott | 1:45,02    | Tom Dean | 1:45,41    | Elijah Winnington | 1:45,62    |
| 400 metrów stylem dowolnym       | Elijah Winnington | 3:43,06    | Samuel Short | 3:45,07    | Mack Horton | 3:46,49    |
| 1500 metrów stylem dowolnym      | Samuel Short | 14:48,54   | Daniel Wiffen | 14:51,79   | Luke Turley | 15:12,78   |
| 50 metrów stylem grzbietowym     | Andrew Jeffcoat | 24,65      | Pieter Coetze | 24,77      | Javier Acevedo | 24,97      |
| 100 metrów stylem grzbietowym    | Pieter Coetze | 53,78      | Brodie Williams | 53,91      | Bradley Woodward | 54,06      |
| 200 metrów stylem grzbietowym    | Brodie Williams | 1:56,40    | Bradley Woodward | 1:56,41    | Pieter Coetze | 1:56,77    |
| 50 metrów stylem klasycznym      | Adam Peaty | 26,76      | Samuel Williamson | 26,97      | Ross Murdoch | 27,32      |
| 100 metrów stylem klasycznym     | James Wilby | 59,25      | Zac Stubblety-Cook | 59,52      | Samuel Williamson | 59,82      |
| 200 metrów stylem klasycznym     | Zac Stubblety-Cook | 2:08,07    | James Wilby | 2:08,59    | Ross Murdoch | 2:10,41    |
| 50 metrów stylem motylkowym      | Benjamin Proud | 22,81      | Tzen Wei Teong | 23,21      | Cameron Gray | 23,27      |
| 100 metrów stylem motylkowym     | Joshua Liendo | 51,24      | James Guy Matthew Temple | 51,40      | |            |
| 200 metrów stylem motylkowym     | Lewis Clareburt | 1:55,60    | Chad Le Clos | 1:55,89    | James Guy | 1:56,77    |
| 200 metrów stylem zmiennym       | Duncan Scott | 1:56,88    | Tom Dean | 1:57,01    | Lewis Clareburt | 1:57,59    |
| 400 metrów stylem zmiennym       | Lewis Clareburt | 4:08,70    | Brendon Smith | 4:10,15    | Duncan Scott | 4:11,27    |
| 4 × 100 metrów stylem dowolnym   | Australia Flynn Southam (48,54) · Zac Incerti (47,96) · William Yang (47,60) · Kyle Chalmers (47,02) · Matthew Temple · Cody Simpson · Elijah Winnington                        | 3:11,12    | Anglia Lewis Burras (48,39) · Jacob Whittle (47,94) · James Guy (48,70) · Tom Dean (46,70) · Edward Mildred · Joe Litchfield · Jamie Ingram · Cameron Kurle                       | 3:11,73    | Kanada Joshua Liendo (48,33) · Ruslan Gaziev (48,13) · Finlay Knox (48,82) · Javier Acevedo (47,73) · Stephen Calkins · Jeremy Bagshaw · Eric Brown                          | 3:13,01    |
| 4 × 200 metrów stylem dowolnym   | Australia Elijah Winnington (1:46,36) · Flynn Southam (1:46,08) · Zac Incerti (1:46,08) · Mack Horton (1:46,44)                                                                 | 7:04,96    | Anglia James Guy (1:46,87) · Jacob Whittle (1:47,89) · Joe Litchfield (1:47,59) · Tom Dean (1:45,15)                                                                              | 7:07,50    | Szkocja Stephen Milne (1:49,30) · Evan Jones (1:47,64) · Mark Szaranek (1:47,91) · Duncan Scott (1:44,48)                                                                    | 7:09,33    |
| 4 × 100 metrów stylem zmiennym   | Anglia Brodie Williams (54,02) · James Wilby (59,22) · James Guy (51,22) · Tom Dean (47,34) · Luke Greenbank · Greg Butler · Jacob Peters · Jacob Whittle                       | 3:31,80    | Australia Bradley Woodward (54,07) · Zac Stubblety-Cook (59,92) · Matthew Temple (51,03) · Kyle Chalmers (46,86) · Mitch Larkin · Samuel Williamson · Cody Simpson · William Yang | 3:31,88    | Szkocja Craig McNally (54,79) · Ross Murdoch (59,59) · Duncan Scott (51,74) · Evan Jones (48,99) · Martyn Walton · Craig Benson · Greg Swinney · Stephen Milne               | 3:35,11    |
| 50 metrów stylem dowolnym S7     | Matthew Levy | 28,95      | Toh Wei Soong | 29,10      | Christian Sadie | 29,78      |
| 50 metrów stylem dowolnym S13    | Nicolas-Guy Turbide | 24,32      | Stephen Clegg | 24,33      | Jacob Templeton | 24,47      |
| 200 metrów stylem dowolnym S14   | Nicholas Bennett | 1:54,97    | Benjamin Hance | 1:55,50    | Jack Ireland | 1:56,15    |
| 100 metrów stylem grzbietowym S9 | Timothy Hodge | 1:01,88    | Jesse Reynolds | 1:03,65    | Barry McClements | 1:05,09    |
| 100 metrów stylem klasycznym SB8 | Joshua Willmer | 1:14,12    | Timothy Hodge | 1:14,19    | Blake Cochrane | 1:18,97    |
| 100 metrów stylem motylkowym S10 | Col Pearse | 56,91      | Alex Saffy | 57,53      | James Hollis | 58,55      |
| Kobiety                          | |            | |            | |            |
| 50 metrów stylem dowolnym        | Emma McKeon | 23,99      | Meg Harris | 24,32      | Shayna Jack | 24,36      |
| 100 metrów stylem dowolnym       | Mollie O'Callaghan | 52,63      | Shayna Jack | 52,88      | Emma McKeon | 52,94      |
| 200 metrów stylem dowolnym       | Ariarne Titmus | 1:53,89    | Mollie O'Callaghan | 1:54,01    | Madison Wilson | 1:56,17    |
| 400 metrów stylem dowolnym       | Ariarne Titmus | 3:58,06    | Summer McIntosh | 3:59,32    | Kiah Melverton | 4:03,12    |
| 800 metrów stylem dowolnym       | Ariarne Titmus | 8:13,59    | Kiah Melverton | 8:16,79    | Lani Pallister | 8:19,16    |
| 50 metrów stylem grzbietowym     | Kylie Masse | 27,31      | Mollie O'Callaghan | 27,47      | Kaylee McKeown | 27,58      |
| 100 metrów stylem grzbietowym    | Kaylee McKeown | 58,60      | Kylie Masse | 58,73      | Medi Harris | 59,62      |
| 200 metrów stylem grzbietowym    | Kaylee McKeown | 2:05,60    | Kylie Masse | 2:07,81    | Katie Shanahan | 2:09,22    |
| 50 metrów stylem klasycznym      | Lara van Niekerk | 29,73      | Imogen Clark | 30,02      | Chelsea Hodges | 30,05      |
| 100 metrów stylem klasycznym     | Lara van Niekerk | 1:05,47    | Tatjana Schoenmaker | 1:06,68    | Chelsea Hodges | 1:07,05    |
| 200 metrów stylem klasycznym     | Tatjana Schoenmaker | 2:21,92    | Jenna Strauch | 2:23,65    | Kaylene Corbett | 2:23,67    |
| 50 metrów stylem motylkowym      | Emma McKeon | 25,90      | Erin Gallagher Holly Barratt | 26,05      | |            |
| 100 metrów stylem motylkowym     | Maggie Mac Neil | 56,36      | Emma McKeon | 56,38      | Brianna Throssell | 57,50      |
| 200 metrów stylem motylkowym     | Elizabeth Dekkers | 2:07,28    | Laura Stephens | 2:07,90    | Brianna Throssell | 2:08,32    |
| 200 metrów stylem zmiennym       | Summer McIntosh | 2:08,70    | Kaylee McKeown | 2:09,52    | Abbie Wood | 2:10,68    |
| 400 metrów stylem zmiennym       | Summer McIntosh | 4:29,01    | Kiah Melverton | 4:36,78    | Katie Shanahan | 4:39,37    |
| 4 × 100 metrów stylem dowolnym   | Australia Madison Wilson (53,22) · Shayna Jack (52,72) · Mollie O'Callaghan (52,66) · Emma McKeon (52,04)                                                                       | 3:30,64    | Anglia Anna Hopkin (53,81) · Abbie Wood (54,28) · Isabella Hindley (55,10) · Freya Anderson (53,43)                                                                               | 3:36,62    | Kanada Summer McIntosh (54,62) · Katerine Savard (54,44) · Rebecca Smith (55,08) · Maggie Mac Neil (53,11)                                                                   | 3:37,25    |
| 4 × 200 metrów stylem dowolnym   | Australia Madison Wilson (1:56,27) · Kiah Melverton (1:55,40) · Mollie O'Callaghan (1:54,80) · Ariarne Titmus (1:52,82)                                                         | 7:39,29    | Kanada Summer McIntosh (1:55,24) · Ella Jansen (1:57,83) · Mary-Sophie Harvey (1:59,65) · Katerine Savard (1:59,28)                                                               | 7:51,98    | Anglia Freya Colbert (1:57,85) · Tamryn van Selm (2:02,60) · Abbie Wood (1:58,99) · Freya Anderson (1:57,67)                                                                 | 7:57,11    |
| 4 × 100 metrów stylem zmiennym   | Australia Kaylee McKeown (58,79) · Chelsea Hodges (1:06,68) · Emma McKeon (56,59) · Mollie O'Callaghan (52,38)                                                                  | 3:54,44    | Kanada Kylie Masse (59,01) · Sophie Angus (1:07,66) · Maggie Mac Neil (56,59) · Summer McIntosh (53,33)                                                                           | 3:56,59    | Anglia Lauren Cox (1:00,72) · Molly Renshaw (1:06,61) · Laura Stephens (58,96) · Anna Hopkin (53,15)                                                                         | 3:59,44    |
| 50 metrów stylem dowolnym S13    | Katja Dedekind | 26,56      | Hannah Russell | 27,67      | Kirralee Hayes | 28,24      |
| 100 metrów stylem dowolnym S9    | Sophie Pascoe | 1:02,95    | Emily Beecroft | 1:03,74    | Toni Shaw | 1:03,75    |
| 200 metrów stylem dowolnym S14   | Bethany Firth | 2:07,02    | Jessica-Jane Applegate | 2:08,58    | Louise Fiddes | 2:11,22    |
| 100 metrów stylem grzbietowym S8 | Alice Tai | 1:13,64    | Tupou Neiufi | 1:17,91    | Lily Rice | 1:23,06    |
| 100 metrów stylem klasycznym SB6 | Maisie Summers-Newton | 1:32,72    | Grace Harvey | 1:43,29    | Camille Bérubé | 1:43,81    |
| 200 metrów stylem zmiennym SM10  | Jasmine Greenwood | 2:33,29    | Aurélie Rivard | 2:34,26    | Keira Stephens | 2:36,68    |
| Mieszane                         | |            | |            | |            |
| 4 × 100 metrów stylem dowolnym   | Australia William Yang (48,80) · Kyle Chalmers (47,55) · Mollie O'Callaghan (52,62) · Emma McKeon (52,21) · Flynn Southam · Zac Incerti · Meg Harris · Madison Wilson           | 3:21,18    | Anglia Lewis Burras (48,28) · Tom Dean (48,12) · Anna Hopkin (53,27) · Freya Anderson (52,78) · Edward Mildred · Jacob Whittle · Isabella Hindley · Abbie Wood                    | 3:22,45    | Kanada Javier Acevedo (49,05) · Joshua Liendo (47,89) · Rebecca Smith (54,41) · Maggie Mac Neil (53,51) · Ruslan Gaziev · Stephen Calkins · Ella Jansen · Mary-Sophie Harvey | 3:24,86    |
| 4 × 100 metrów stylem zmiennym   | Australia Kaylee McKeown (59,01) · Zac Stubblety-Cook (59,52) · Matthew Temple (50,89) · Emma McKeon (51,88) · Mitch Larkin · Samuel Williamson · Alex Perkins · Madison Wilson | 3:41,30    | Kanada Kylie Masse (59,11) · James Dergousoff (1:00,57) · Maggie Mac Neil (56,50) · Ruslan Gaziev (47,80) · Javier Acevedo · Sophie Angus · Patrick Hussey · Rebecca Smith        | 3:43,98    | Anglia Lauren Cox (1:00,81) · James Wilby (58,94) · James Guy (51,19) · Freya Anderson (53,09) · Alicia Wilson · Greg Butler · Edward Mildred · Abbie Wood                   | 3:44,03    |